# Nintendogs
Nintendogs ist ein Videospiel des japanischen Unternehmens Nintendo für die tragbare Spielekonsole Nintendo DS, ähnlich dem Tamagotchi. Der Spieler kann dabei mit virtuellen Hunden mit Hilfe des Touchpens oder des Mikrofons des DS interagieren. Das Projekt wurde ursprünglich für den GameCube geplant, allerdings für den DS erneut entwickelt und 2004 erstmals auf der E3 in Los Angeles als Tech-Demo gezeigt.

## Spielprinzip
Das Spiel basiert auf der vielfältigen Kommunikation zwischen dem virtuellen Haustier und dem Spieler. Mithilfe des Touchscreens kann er mit ihm spielen, es trainieren oder waschen; durch das in den DS integrierte Mikrofon können dem Welpen beliebige Sprachbefehle antrainiert werden. Auch kann dem virtuellen Freund eine Leine angelegt und das Tier danach ausgeführt werden.
Ein großer Bestandteil des Spiels sind das Spazierengehen und die Wettbewerbe (Disc-Wettbewerb, Hindernisparcours und Gehorsamkeitstest), bei denen man durch gewonnene Auszeichnungen Geld verdienen kann. Die Höhe der Preisgelder hängt vom Rang des Besitzers ab. Diese können in eine bessere Ausstattung der Wohnung oder auch in einen weiteren Welpen investiert werden. Es gibt neun verschiedene Inneneinrichtungen, wobei die Anfangsinneneinrichtungen je nach Edition variieren.
Beim Spazierengehen geht es darum, dass der Welpe seine Toilette ausüben kann und andere Welpen mit Besitzer zu treffen (in ?-Blöcken; auch im Einzelspielermodus). Außerdem gibt es zwei Parks, zwei Geschäfte und einen Trainingsplatz für den Hindernisparcours. Regelmäßig findet der Hund auch Geschenke (ebenfalls in ?-Blöcken, aber auch auf dem Boden, diese bekommt man, indem man die Leine nach unten in Richtung des Geschenks zieht) oder aber Müll (nur auf dem Boden).
Der Hund muss täglich gefüttert werden. Falls der Spieler ihn über mehrere Tage hinweg vernachlässigt, kommt es vor, dass er ausreißt und erst einige Tage später zurückkehrt oder Flöhe bekommt. Das hat allerdings keine weiteren Folgen für den Spielverlauf, denn ein Welpe kann nicht sterben. Wenn der Welpe den Spieler mag und trotzdem ausreißt, kann es sein, dass er mit einem Geschenk zurückkommt.
Neben dem Einzelspielermodus unterstützt das Spiel die Möglichkeit, den Nintendo DS mit Hilfe der WLAN-Funktionalität zu verbinden und mehrere Haustiere miteinander spielen zu lassen. Dabei können Spiele aktiv miteinander verbunden werden oder, auch wenn der DS in den Standbymodus geschaltet ist, selbständig nach anderen Spielpartnern suchen („Wau-Wau“-Modus genannt). In diesem Modus kann der Spieler mit anderen Spielern Gegenstände tauschen und neue Hunderassen freischalten. Befindet sich ein anderer Spieler in der Nähe, ist ein Bellen zu hören.

### Verfügbare Hunderassen
In den vier verfügbaren nordamerikanischen und europäischen Versionen existieren insgesamt 20 Hunderassen. Alle anderen Rassen können im Laufe des Spiels freigeschaltet werden. In der japanischen Version existieren lediglich 15 Rassen, wobei von Beginn an nur fünf freigeschaltet sind. Außerdem gibt es in den USA noch die Best-Friends-Version, die mit einem Nintendo DS zusammen verkauft wird.
Beim ersten Start des Spiels erscheint zunächst ein Hundezwinger mit einer Auswahl der in dieser Version verfügbaren Hunderassen. Der Spieler kann sich nun für eine Rasse entscheiden und beginnen, den virtuellen Welpen aufzuziehen und seine Freundschaft zu erlangen. Bevor der Besitzer des DS aber einkaufen gehen und andere Funktionen benutzen kann, muss der Hundewelpe aber erst auf den Spieler hören und das erste Kommando "Sitz" beibringen.
Jede Rasse hat ihre eigenen Eigenschaften. Beispielsweise gilt der Schäferhund als treu und manchmal zu anhänglich, doch gibt es Schäferhunde, die zum Beispiel scheu oder ängstlich sind. Jeder Hund (Welpe) hat so seine eigenen Eigenschaften, jeder ist einzigartig.
Nordamerikanische/Europäische Edition:
| Dachshund und Freunde | Chihuahua und Freunde         | Labrador und Freunde | Dalmatiner und Freunde | Best Friends (nur US-Ausgabe) |
| Zwergdackel           | Chihuahua                     | Labrador-Retriever   | Yorkshire-Terrier      | Miniature Dachshund           |
| Mops                  | Yorkshire-Terrier             | Zwergpinscher        | Beagle                 | Labrador Retriever            |
| Shih-Tzu              | Cavalier King Charles Spaniel | Zwergpudel           | Golden Retriever       | Yorkshire-Terrier             |
| Beagle                | Sheltie                       | Zwergschnauzer       | Boxer                  | Beagle                        |
| Golden Retriever      | Boxer                         | Welsh Corgi Pembroke | Deutscher Schäferhund  | Golden Retriever              |
| Siberian Husky        | Deutscher Schäferhund         | Shiba Inu            | Dalmatiner             | Deutscher Schäferhund         |

Japanische Edition:
| Shiba & Friends (柴&フレンズ) | Chihuahua & Friends (チワワ&フレンズ) | Dachshund & Friends (ダックス&フレンズ) |
| Shiba Inu                     | Chihuahua                             | Miniature Dachshund                     |
| Shetland Sheepdog             | Beagle                                | German Shepherd Dog                     |
| Toy Poodle                    | Shih Tzu                              | Yorkshire-Terrier                       |
| Pembroke Welsh Corgi          | Cavalier King Charles Spaniel         | Mops                                    |
| Miniature Pinscher            | Labrador Retriever                    | Miniature Schnauzer                     |

### Freischaltbare Rassen
Es stehen vier Editionen des Spiels mit jeweils sechs unterschiedlichen Hunderassen zur Auswahl. Weitere Rassen kann der Spieler freischalten, indem er sogenannte „Trainerpunkte“ sammelt oder den „Wauwau-Modus“ aktiviert. Im „Wauwau-Modus“ sucht das Spiel via DS-zu-DS-Datenübertragung nach anderen Nintendogs-Spielern in der näheren Umgebung (ca. 10–30 m). Bei Erfolg wird die Hunderasse, die der andere Spieler zuvor für den „Wauwau-Modus“ ausgewählt hat, auch im eigenen Spiel freigeschaltet. Dies funktioniert allerdings nur ein einziges Mal, sodass man lediglich eine Rasse freischalten kann.
Zwei geheime Hunderassen lassen sich freischalten: zum einen der Dalmatiner mit Hilfe des Feuerwehrhelmes und zum anderen der Jack Russell Terrier, freischaltbar mit dem Jack Russell-Buch. In der Version Dalmatiner & Freunde kann der Spieler den Shiba Inu freischalten, wenn man beim Gassi gehen einen bestimmten findet. Man bekommt ihn nicht automatisch durch eine bestimmte Anzahl von Trainingspunkten, kann ihn aber durch einen Freund im Wau-Wau Modus erhalten.

### Wettbewerbe
Alle Wettbewerbe unterteilen sich in fünf verschiedenen Klassen (Anfänger, offene Klasse, Experten, Meister, Meisterschaft)
Disc-Wettbewerbe
Im Disc-Wettbewerb muss der Hund eine geworfene Frisbeescheibe fangen. Je weiter die Disc geworfen wird, desto mehr Punkte erhält man, vorausgesetzt, sie wird gefangen. Wenn der Hund die Scheibe im Sprung fängt, gibt es einen Punkt extra. Wer die meisten Punkte hat, gewinnt. Im Gegensatz zu den anderen Wettbewerben gibt es in den höheren Klassen kaum Änderungen. Üben kann man im Park und begrenzt auch zu Hause.
Hindernisparcours
Der Hindernisparcour ist die größte Herausforderung für den Hund. Er muss verschiedene Hindernisse (Hürde, Tunnel, Doppelhürde, Wippe, Slalom) passieren. Bei jedem Fehler gibt es fünf Minuspunkte, bei Überschreiten des Zeitlimits einen pro Sekunde. Um zu gewinnen, muss der Parcours möglichst schnell und fehlerlos bewältigt werden. Üben kann man in der Trainingshalle.
Gehorsamkeitstests
Im Gehorsamkeitstest muss der Hund verschiedene Tricks (Sitz, Platz, Gib Pfote, Dreh dich, Spiel tot, Spring, Betteln) vorführen. Zunächst muss der Welpe zwei Kommandos ausführen, danach, je nach Klasse, einen Trick zwei bis zehn Sekunden halten, darauf noch einmal drei Befehle durchführen und anschließend, wieder abhängig von der Klasse, ein Kommando drei bis zwanzig Sekunden zeigen. Am Ende kann der Hund in der freien Vorführung noch einmal sein Können beweisen. Drei Richter bewerten den Welpen mit bis zu zehn Punkten. Sieger ist, wer die meisten Punkte erhalten hat. Saubere Hunde kommen bei der Jury besser an. Üben kann man zu Hause und im Park.

### Musik
Es können verschiedene virtuelle Schallplatten mit klassischen Musikstücken gefunden und abgespielt werden. Bekannt sind insbesondere der Colonel Bogey March, El Toreador aus der Oper Carmen und der Blumenwalzer aus der Nussknacker-Suite. Es gibt drei Kategorien von Schallplatten, die man beim Spazieren finden kann: Die roten (Musik aus dem Nintendogs-Soundtrack), die blauen (bekannte Melodien, die verschiedene Auswirkungen auf die Hunde haben) und die grünen (Archies „Geheime Schallplatten“).
Die Schallplatten haben verschiedene Musikstile, z. B. ist „Das Große Knurren“ eher rockig, während „Futterzeit“ eher melancholisch ist, „Überraschung“ (94. Sinfonie von Joseph Haydn) klassisch ist und „Beschnüffelung“ an Nightclub-Musik erinnert. Es gibt insgesamt 15 Schallplatten. Man kann auch ein Keyboard kaufen und den Hunden beibringen zu singen. Auch vier Spieluhren können gefunden werden. Außerdem gibt es eine weiße Schallplatte, mit der man selbst Geräusche aufzeichnen kann.

## Dalmatiner & Freunde
Seit dem 16. Juni 2006 ist in Europa Dalmatiner & Freunde erhältlich. In diesem Spiel gibt es von Beginn an den eher schwierig freizuschaltenden Dalmatiner. Daneben gibt es in dieser Version die beliebtesten Hunderassen aus den anderen drei Versionen.
Diese Edition ähnelt stark der Chihuahua-Edition, da mit 8000 Trainerpunkten alle Starthunde dieser Edition käuflich erwerbbar sind. Auch ist Nordeuropa von Anfang an beim Innenausstatter vorhanden. Auch die versionsexklusiven Gegenstände sind in der Chihuahua- und Dalmatiner-Edition identisch.

## Rezeption
Das Spiel wurde von Kritikern hochgelobt und im Mai 2005 vom als hochkritisch geltenden Famitsu-Magazin mit 40 von 40 Punkten bedacht. Vor Nintendogs erhielten nur vier weitere Titel diese Punktzahl. Es erhielt außerdem den Editor's Choice Award der Webseite GameSpot. Zudem wurde das Spiel von PETA ausgezeichnet.

### Verkaufszahlen
In der ersten Verkaufswoche (18.–24. April 2005) wurden in Japan 168.000 Kopien verkauft (Nintendogs: Shiba & Friends – 75.000 Kopien, Nintendogs: Miniature Dachshund & Friends – 49.000 Kopien und Nintendogs: Chihuahua & Friends – 44.000 Kopien). Das Spiel trieb mit seinem Erfolg die Verkaufszahlen des Nintendo DS in die Höhe: In der Startwoche stiegen die Verkäufe um 320 % von 22.000 auf 95.000 Geräte.
Am 1. September gab Nintendo of America bekannt, dass Nintendogs sich in der ersten Verkaufswoche in den USA mehr als 250.000 Mal verkauft hat. In Europa hat sich Nintendogs in der ersten Verkaufswoche 160.000 Mal verkauft.
Nach dem Stand vom 31. März 2018 wurden weltweit 23.960.000 Exemplare aller Nintendogs-Versionen für den Nintendo DS verkauft.

## Nachfolger
Auf der E3 2010 wurde der offizielle Nachfolger, Nintendogs+Cats, enthüllt. Er erschien nur für den Nintendo 3DS Anfang 2011. In der neuen Tiersimulation kann man neben Hunden auch Katzen besitzen. Außerdem wird die Kamera des Nintendo 3DS genutzt, um die Tiere zu beeinflussen.